# Agriocnemis ruberrima
Agriocnemis ruberrima là một loài chuồn chuồn kim trong họ Coenagrionidae.
Loài này được xếp vào nhóm Loài ít quan tâm trong sách Đỏ của IUCN năm 2008.
Agriocnemis ruberrima được Balinsky miêu tả khoa học năm 1961.